# Фессалиотидская и Фанариоферсальская митрополия
Фессалиотидская и Фанариоферсальская митрополия (греч. Ιερά Μητρόπολις Θεσσαλιώτιδος και Φαναριοφερσάλων) — епархия Элладской православной церкви с центром в городе Кардице в Греции.
Епархия названа по исторической области Фессалия, а также селу Фанари (Фенер) в общине Музакион и малому городу Фарсала. Частично охватывает область Аграфы и предгория Пинд, а также южную часть Фессалийской равнины.

## История
Ферсальская епископия является одной из древнейших православных кафедр и известна с конца IV — начала V века. Епископ Ферсальский являлся участником Третьего (Эфесского) вселенского собора как представители Ларисской митрополии.
С момента учреждения Охридской архиепископии, Фанарская епископия несколько раз меняла юрисдикцию своей подчинённости, большую часть времени оставаясь в зависимости от Ларисского митрополита.
В 1821 году в период правления патриарха Константинопольского Григория V обе епископии были объединены под юрисдикцию Ларисского митрополита, оставаясь в этом положении до мая 1882 года, когда вошли в соподчинённость Элладской православной церкви.
В 1910 году была образована самостоятельная Фессалиотидская и Фанариоферсальская митрополия.

## Епископы
- Иезекииль (Струбис) (1 ноября 1924 — 20 декабря 1950)
- Кирилл (Карбалиотис) (25 сентября 1951 — 2 августа 1967)
- Константин (Сакелларопулос) (18 февраля 1968 — 13 июля 1974)
- Клеопа (Томопулос) (15 июля 1974 — 6 сентября 1999 †)
- Феоклит (Кумарьянос) (16 октября 1999 — 1 марта 2005)
- Алексий (Михалопулос) (1 марта — 27 июня 2005) в/у, митр. Триккский и Стагонский
- Кирилл (Христакис) (27 июня 2005 — 10 июня 2014)
- Тимофей (Антис) (с 30 июня 2014)

## Монастыри
- Монастырь Святого Георгия Караискаки (женский, в горах близ Музакиона)
- Монастырь Петра (мужской, в южной части горного массива Пинд)
- Рендинский монастырь[вд] (женский, в горах Вульгара (Болгарская)